# Apotomus clypeonitens
Apotomus clypeonitens es una especie de escarabajo de la familia Carabidae.

## Distribución geográfica
Se distribuye por el Paleártico: el sur de Europa, el norte de África y el Oriente Próximo.